# Ґурішке
Ґурішке (Gūriškė) — хутір у Литві, Расейняйський район, Пагоюкайське староство, розташоване за 10 км від села Каулакяй. 2001 року на хуторі ніхто не проживав. Неподалік протікає річка Дубиса, розташоване село Жайгінис.

## Принагідно
- Gūriškė [Архівовано 4 липня 2017 у Wayback Machine.]

| Литва | Це незавершена стаття з географії Литви. Ви можете допомогти проєкту, виправивши або дописавши її. |